# Lista izomerów dekanu
Lista 74 izomerów dekanu o wzorze sumarycznym C
10H
22.

## Pochodnenonanu
- 2-metylononan
- 3-metylononan
- 4-metylononan
- 5-metylononan

## Pochodneoktanu

### Etylo
- 3-etylooktan
- 4-etylokonan

### Dimetylo
- 2,2-dimetylooktan
- 2,3-dimetylooktan
- 2,4-dimetylooktan
- 2,5-dimetylooktan
- 2,6-dimetylooktan
- 2,7-dimetylooktan
- 3,3-dimetylooktan
- 3,4-dimetylooktan
- 3,5-dimetylooktan
- 3,6-dimetylooktan
- 4,4-dimetylooktan
- 4,5-dimetylooktan

## Pochodneheptanu

### Propylo
- 4-propyloheptan
- 4-(1-metyloetylo)heptan lub izopropyloheptan

### Etylometylo
- 3-etylo-2-metyloheptan
- 3-etylo-3-metyloheptan
- 3-etylo-4-metyloheptan
- 3-etylo-5-metyloheptan
- 4-etylo-2-metyloheptan
- 4-etylo-3-metyloheptan
- 4-etylo-4-metyloheptan
- 5-etylo-2-metyloheptan

### Trimetylo
- 2,2,3-trimetyloheptan
- 2,2,4-trimetyloheptan
- 2,2,5-trimetyloheptan
- 2,2,6-trimetyloheptan
- 2,3,3-trimetyloheptan
- 2,3,4-trimetyloheptan
- 2,3,5-trimetyloheptan
- 2,3,6-trimetyloheptan
- 2,4,4-trimetyloheptan
- 2,4,5-trimetyloheptan
- 2,4,6-trimetyloheptan
- 2,5,5-trimetyloheptan
- 3,3,4-trimetyloheptan
- 3,3,5-trimetyloheptan
- 3,4,4-trimetyloheptan
- 3,4,5-trimetyloheptan

## Pochodneheksanu

### Metylopropylo
- 2-metylo-3-(1metyloetylo)heksan

### Dietylo
- 3,3-dietyloheksan
- 3,4-dietyloheksan

### Etylodimetylo
- 3-etylo-2,2-dimetloheksan
- 3-etylo-2,3-dimetloheksan
- 3-etylo-2,4-dimetloheksan
- 3-etylo-2,5-dimetloheksan
- 3-etylo-3,4-dimetloheksan
- 4-etylo-2,2-dimetloheksan
- 4-etylo-2,3-dimetloheksan
- 4-etylo-2,4-dimetloheksan
- 4-etylo-3,3-dimetloheksan

### Tetrametylo
- 2,2,3,3-tetrametyloheksan
- 2,2,3,4-tetrametyloheksan
- 2,2,3,5-tetrametyloheksan
- 2,2,4,4-tetrametyloheksan
- 2,2,4,5-tetrametyloheksan
- 2,2,5,5-tetrametyloheksan
- 2,3,3,4-tetrametyloheksan
- 2,3,3,5-tetrametyloheksan
- 2,3,4,4-tetrametyloheksan
- 2,3,4,5-tetrametyloheksan
- 3,3,4,4-tetrametyloheksan

## Pochodnepentanu

### Dimetylopropylo
- 2,4-dimetylo-3-(1-metylo)pentan

### Dietylometylo
- 3,3-dietylo-2-metylopentan

### Etylotrimetylo
- 3-etylo-2,2,3-trimetylopentan
- 3-etylo-2,2,4-trimetylopentan
- 3-etylo-2,3,4-trimetylopentan

### Pentametylo
- 2,2,3,3,4-pentametylopentan
- 2,2,3,4,4-pentametylopentan